# Holsatia Elmshorn
Holsatia Elmshorn war ein Sportverein aus Elmshorn im Kreis Pinneberg. Die erste Fußballmannschaft spielte 13 Jahre in der höchsten Amateurliga Hamburgs.

## Geschichte
Am 9. September 1907 wurde der FC Holsatia Elmshorn gegründet; sein erster Vorsitzender war Johannes Minet, gespielt wurde anfangs auf dem Gelände der Reit- und Fahrschule. Als weiterer Verein entstand im Februar 1908 unter Leitung des Realschullehrers Schulz der SuS Elmshorn; beide spielten im Bezirk Hamburg-Altona des NFV. Am 3. April 1910 konnten die Holsaten ihren eigenen Sportplatz „Wilhelmshöhe“ im Norden der Stadt einweihen.
1919 und 1921 gab es Versuche, mit dem Elmshorner Männer-Turnverein (EMTV) zu fusionieren bzw. zu dessen Fußballabteilung zu werden, doch soll die „Verschmelzung“ beide Male am Veto von Mitgliederversammlungen gescheitert sein. In der Lokalpresse war dennoch zu Saisonbeginn 1919/20 von der Fußball-Abteilung „Holsatia“ des EMTV die Rede. 1921 aber meldete sich der SuS vom Spielbetrieb ab und Holsatia fusionierte mit dem alten Ortsrivalen zum SuS Holsatia von 1907, während der EMTV nun mit einer eigenen Mannschaft an der Punktrunde des NFV teilnahm.
In späteren Jahren waren Zusammenschlüsse von Turn- und Sportvereinen bis Anfang der 1930er wegen der „reinlichen Scheidung“ nicht mehr möglich. Der EMTV musste vorläufig wieder ausscheiden. Auch ein neu im NFV aufgetauchter Elmshorner SV blieb kurzlebig und ging im Frühjahr 1926 ebenfalls im SuS Holsatia auf. Nach der Wiedergründung des EMTV 1946 war Holsatia dann bis 1951 tatsächlich eine Abteilung des Elmshorner Turn- und Sportvereins (vorübergehend ohne „Männer“ im Namen).

## Fußball
Sportlich hatten sich die Holsaten schon 1908 an den regionalen Platzhirschen Altona 93 gewagt, dem sie auf eigenem Platz allerdings 0:10 unterlagen. Zur Spielzeit 1923/24 erreichte der Verein Platz 1 in der zweitklassigen A-Klasse Hamburg Staffel 1, was zur Teilnahme an der Relegationsrunde Groß-Hamburg berechtigte. Diese konnte erfolgreich gestaltet werden, so dass der Verein ab 1924/25 in der höchsten Spielklasse, der Liga, spielte. Nach dem Abstieg im Jahre 1926 konnte die Mannschaft in der Saison 1927/28 nochmals dorthin zurückkehren. In der Fachpresse hatte sie inzwischen den gängigen Beinamen „die Tapferen“. Nach dem Zweiten Weltkrieg gelang 1947 der Aufstieg in Hamburgs höchste Spielklasse, der Holsatia bis 1950 angehörte. Nachdem die Mannschaft zwischen 1953 und 1958 mit bescheidenem Erfolg im Hamburger Unterhaus gespielt hatte, begann mit dem erneuten Verbandsligaaufstieg im Jahre 1960 die erfolgreichste Zeit der Vereinsgeschichte.
1962 konnte die Mannschaft erst im Entscheidungsspiel gegen die Amateure von Altona 93 den Klassenerhalt sichern. Nach der Vizemeisterschaft 1964 gelang ihr ein Jahr später der Aufstieg in die Landesliga Hamburg (damaliger Name), wo sie auf Anhieb Dritter wurde. Dadurch qualifizierten sich die Elmshorner für die Deutsche Amateurmeisterschaft. Hier schied Holsatia in der ersten Runde gegen Rapide Wedding aus. Ein Jahr später wurden die Elmshorner erneut Dritter und verpassten die Aufstiegsrunde zur Regionalliga Nord nur um einen Punkt. Bei der Deutschen Amateurmeisterschaft konnte sich der STV Horst-Emscher in der ersten Runde gegen Holsatia durchsetzen. Im Jahre 1971 stiegen die Elmshorner wieder aus der Landesliga ab.
Die Rückkehr ins Hamburger Oberhaus gelang im Jahre 1974. Drei Jahre später stiegen die Elmshorner wieder ab und mussten 1983 den Gang in die Bezirksliga antreten. Gleichzeitig verlor der Verein seine lokale Führungsrolle an den Lokalrivalen Rasensport. Mitte der 1980er Jahre ging es zum letzten Mal nach oben. 1985 stieg Holsatia in die Landesliga und zwei Jahre später in die Verbandsliga Hamburg auf. Dazwischen erreichte die Mannschaft 1986 das Finale des Hamburger Pokals, welches mit 0:5 gegen den FC St. Pauli verloren wurde. Das bislang letzte Gastspiel im Hamburger Oberhaus endete mit dem sofortigen Wiederabstieg.
1993 stieg die Mannschaft aus der Landesliga ab und setzte den Spielbetrieb in der Kreisliga fort. Zwei Jahre später folgte der Bezirksligaaufstieg. Nachdem bereits im Jahre 2000 eine Fusion gescheitert war, kam es am 30. Juni 2005 zur erneuten Zusammenschluss der Holsatia mit dem Elmshorner MTV. Die Fußballer treten seitdem als Holsatia im Elmshorner MTV auf. Im Jahre 2011 stieg die Mannschaft aus der Bezirksliga ab und wurde danach in die Kreisklasse durchgereicht, wo sie seit 2015/16 mit drei Männermannschaften (in drei parallelen Staffeln) am Ball ist.